# Бродська Ніна Олександрівна
Ніна Олександрівна Бродська (нар. 11 грудня 1947, Москва) — радянська співачка.

## Біографія
Ніна Бродська народилася в Москві в сім'ї барабанщика.
З самого раннього дитинства почала займатися музикою. У вісім років поступила в дитячу музичну школу, в якій займалася по класу фортепіано, а після закінчення поступила вчитися в Музичне училище імені Жовтневої революції.
Ніна мріяла співати і в 16 років її мрія здійснилася: Ніна була запрошена співати до джаз-оркестру під керівництвом та за участю відомого трубача-композитора і диригента оркестру Едді Рознера. Першою популярною піснею стала «Любовь-кольцо» з кінофільму «Жінки» («Женщини»), потім з'явилися «Серпень» («Август»), «Як тебе звати» («Как тебя зовут»), «Якщо ти слівце скажеш мені» («Если ты словечко скажешь мне») та ін. У вісімнадцять років радіокомітет при ТБ та Московський міський комітет з питань культури запросили Ніну взяти участь у міжнародному музичному фестивалі-конкурсі, де вона отримала звання дипломанта.
Бродська багато гастролювала по країні, брала участь у концертних програмах, концертах у палацах спорту і стадіонах, а також співала сольні відділення. Ніна записала величезну кількість пісень, які прозвучали у художніх і телефільмах. Вона брала участь і в міжнародних програмах у багатьох країнах, де користувалася величезним успіхом. Записувала безліч пісень різними мовами — мовами тих народів і країн, куди приїздила з концертами. Не раз брала участь у суспільному житті країни, виступаючи безкоштовно для воїнів, вчителів, лікарів та інших організацій.
З початку 1970 років за наказом голови Державного комітету СРСР по телебаченню і радіомовленню С. Лапіна Ніна Бродська стає забороненою артисткою, через махровий антисемітизм останнього. Перед нею закриваються двері Держтелерадіо СРСР. Така сама доля спіткала і деяких інших артистів-євреїв, зокрема Вадима Мулермана. Але, незважаючи на складність ситуації, в якій опинилася співачка, вона продовжує брати участь у великих естрадних програмах, роз'їжджаючи по країні, бере участь у великих театралізованих виставах театру кіноактора та організації «Пропаганда Радянського кіно», виступаючи з найвідомішими артистами кіно і театрів, записує безліч пісень з фірмою «Мелодія».
Багато пісень у ті роки ставали популярними і улюбленими численними слухачами країни. Як і раніше популярні й зараз в народі такі пісні, як: «Ты говоришь мне о любви» (з кінофільму «Три дня в Москве», де її «виконує» героїня Наталії Варлей), «Кто тебе сказал?», «Разноцветные кибитки», «Бу-ра-ти-но!» (з телефільму «Приключения Буратино»), «С любовью встретиться» (з кінофільму «Іван Васильович змінює професію») та ін.
У 1979 році Ніна Бродська залишає СРСР і їде до США, де мешкає й донині. Ніна починає писати свої пісні — музику, вірші. Аранжує їх і записує в студіях Нью-Йорка. У неї виходить платівка англійською мовою «Crazy Love», з її музикою і віршами, яка звучить на одній з найпопулярніших радіостанцій того часу «Hot-97» FM. Ніна також пише багато пісень російською мовою. Одна з перших робіт авторки музики і віршів Бродської була платівка, що з'явилася в 1982 році, в яку були включені кілька відомих пісень, записаних ще в СРСР та її перші твори. Потім виходить у світ перша касета під назвою «Москва—Нью-Йорк». А в 1993 році вийшов в світ новий диск «Приезжай в USA».
У 1994 році вперше після 14 років життя в США Ніна Бродська приїжджає в Москву, де її зустрічали десятки друзів і шанувальників і де їй були раді. У Ніни Бродської з'являється безліч творчих пропозицій, у тому числі і запрошення стати учасницею телеконцерту «Хіт-парад Останкіно» (1994), а також членом журі міжнародного фестивалю «Слов'янський базар» (1994) в Білорусі. Ніна Олександрівна бере участь у великих святкових концертах на Поклонній горі і на Червоній площі 9 травня в Москві 1997 року, а восени того ж року бере участь у великих театралізованих концертах, присвячених 850-річчю Москви.
Починаючи з 1994 року Ніна стає частим гостем в Росії. У співачки з'являється багато нових цікавих і сучасних пісень, з ними зростає число шанувальників її таланту. За роки приїздів Бродської в Росію, з'явилося чимало нових компакт-дисків з голосом Ніни Бродської такі, як: «Золота Колекція», подвійний компакт-диск зі старими популярними піснями і новими, написаними й заспіваними самою Ніною — «С новой надеждой», «Еврейская Мама» — пісні на івриті, російською, ідиш та англійською. «Пойдём со мной!» — це один з останніх дисків, які вийшли восени 2009 року, у співпраці з композитором Олександром Анфіногеновим.
Ніною Бродської були написані дві книги, що вийшли друком в Росії. Перша книга видана видавничим бюро Арнольда Фірт під назвою «Хулиганка» (Хуліганка), інша книга видана відомою фірмою «АСТ» під назвою «Голая правда о звёздах эстрады» (Гола правда про зірок естради) — відвертості Ніни Бродської.

## Особисте життя
- Чоловік — Володимир Богданов.
  - Син Максим (1971)

### Пісні
- Листья летят (музика Р. Фіртіч, слова С. Льясов)
- Любовь-кольцо (музика Я. Френкеля, вірші М. Таніча)
- Август (музика Я. Френкеля, вірші І. Гофф)
- Как тебя зовут (музика Ст. Гамалія, вірші М. Таніча)
- Письмо без адреса (музика О. Фельцмана, вірші І. Шаферана:)
- Если ты словечко скажешь мне (музика Б. Савєльєва, вірші М. Пляцковського)
- Русская зима (музика Ст. Гамалія, вірші Л. Дербеньова)
- Ты говоришь мне о любви [Снежинка] (музика Е. Колмановського, вірші Л. Дербеньова)[2]
- Звенит январская вьюга (музика О. Зацепіна, вірші Л. Дербеньова)
- Возвращение романса (музика О. Фельцмана, вірші І. Кохановського)
- Расскажи мне сказку (музика Л. Гаріна, вірші А. Поперечного)
- Бу-ра-ти-но! (музика А. Рибникова, вірші Ю. Ентіна)
- Кто тебе сказал (музика Ст. Добриніна, вірші Л. Дербеньова)
- Всё до поры (музика А. Мажукова, вірші Васильєвої)
- Разноцветные кибитки (музика Я. Лясковського, вірші Р. Улицького)
- Только ты молчи (музика Д. Тухманова, вірші М. Ножкіна)
- Капитан (музика Д. Тухманова, вірші І. Кобзєва)
- Сан Саныч (музика Д. Тухманова, вірші Е. Веріго)
- Ты меня забудешь скоро
- Свадебная

### Дискографія
з 1980 по 2009 рік
- Починаючи з 1966 року по 1978 рік В Росії було видано більше тридцяти пластинок з голосом співачки Ніни Бродської.
- Платівка «Моё прошлое и настоящее» (Моє минуле і сьогодення). Пісні композиторів Д. Тухманова, А. Мажукова, Н. Бродської.
- Авторська платівка «Crazy love», англійською мовою. Музика та вірші Н. Бродської. Нью-Йорк, 1986.
- Авторська платівка і касета «Москва — Нью-Йорк». Музика та вірші Н. Бродської. Нью-Йорк, 1987.
- Авторська касета та CD «Приїжджай у U. S. A.» Музика і вірші Н. Бродської. Записано в Нью-Йорку в 1993 р.
- CD «С любовью встретиться» (З любов'ю зустрітися) − популярні пісні 1960—1970-х років. Випущений у 1995 р.
- «Тум балалайка», записаний на мові ідиш, аранжований Н. Бродською. Нью-Йорк, 1997.
- CD «Золотая коллекция» (Золота колекція) — пісні 1960—1970-х років. Москва, 1997.
- Авторський диск «С новой надеждой» (З новою надією, два CD). Перший диск — пісні 1960-1970-х років. Другий диск — музика, вірші, аранжування М. Бродської. Записаний у Москві в 2000 р.
- «Еврейская мама» (Єврейська мама) — старовинні пісні. Мовами: іврит, ідиш, англійською та російською. Аранжування Н. Бродська. Записаний у Москві у 2006 р.
- «Пойдем со мной!» (Ходімо зі мною!), музика О. Анфіногенова. Записаний і випущений в Москві в 2009 р.

## Фільмографія

### Виконавиця пісень до кінофільмів
- 1965 — Жінки
- 1970 — Вас викликає Таймир
- 1973 — Іван Васильович змінює професію
- 1974 — Три дні в Москві
- 1975 — Пригоди Буратіно
- 1975 — Це ми не проходили
- 1976 — Мартін Іден
- 1976 — Колись у Каліфорнії
- 1977 — Кішка на радіаторі